# Înșelăciune
A se distinge între înșelăciune sau fraudă, ca fapte și acțiuni pedepsite penal, și înșelare sau decepție, 
 care este un termen general atribuit fenomenului de inducere în eroare (fie intenționat sau neintenționat).
Înșelăciunea sau frauda este o acțiune, pedepsită penal, caracterizată prin înșelarea cuiva mod deliberat pentru a obține un beneficiu ilegal.

## Regim juridic

### România
Codul penal al României incriminează Înșelăciunea (art. 244) și Înșelăciunea privind asigurările (Art. 245).
Cele două fapte sunt pedepsite diferit, cea din urmă fiind mai aspru pedepsită decât cea dintâi. În jurisprudență s-a sugerat de-a lungul timpului posibilitatea de corelare a sancțiunilor celor două tipuri de infracțiuni, argumentându-se apartenența lor de aceași subgrup de infracțiuni.

## Ca infracțiune penală
În jurisdicțiile din domeniul dreptului comun, frauda are forme diferite, unele generale (de exemplu, furtul prin pretextul fals) și unele specifice anumitor categorii de victime sau abateri (de exemplu, fraudă bancară, fraudă de asigurare, fals). Elementele de fraudă ca și crimă variază în mod similar. Elementele necesare, probabil ale celei mai generale forme de fraudă criminală, furtul prin falsă pretenție, sunt amăgirea intenționată a unei victime prin reprezentare falsă sau pretenție cu intenția de a convinge victima să se despartă de proprietate și cu victima care se desparte de proprietate pe reprezentarea sau pretenția și cu făptuitorul care intenționează să păstreze proprietatea de la victimă.

## Cost
Organizația tipică pierde cinci procente din veniturile sale anuale în urma fraudei, cu o pierdere medie de 160.000 USD. Fraudele comise de proprietari și directori au fost de peste nouă ori mai costisitoare decât frauda angajaților. Industriile cele mai frecvent afectate sunt sectorul bancar, producția și guvernul.

## Listă de farsori
- Gregor MacGregor (1786-1845) - un militar, aventurier și colonizator scoțian care a vândut proprietăți în statul imaginar Poyais.[6]